# Hans och Greta (film)
Hans och Greta (på svensk VHS kallad Barnen i skogen) (engelska: Babes in the Woods) är en amerikansk animerad kortfilm från 1932. Filmen ingår i Silly Symphonies-serien och är baserad på sagan om Hans och Greta av Bröderna Grimm.

## Handling
Hans och Greta har gått vilse i skogen och stöter på ett gäng skogstomtar som spelar, sjunger och är glada. Det roliga tar dock slut ganska snart när en ond häxa dyker upp som lockar med sig barnen till hennes pepparkakshus, för att sedan tar dem till fånga. Som tur har tomtarna följt efter henne för att rädda barnen.

## Om filmen
I filmen spelas flera klassiska stycken, bland annat andra akten av Trubaduren av Giuseppe Verdi.
Filmen är Art Babbitts första uppdrag för en Silly Symphonies-kortfilm. Babbitt kom även att utveckla figuren Långben samma år.
Filmen hade svensk premiär den 2 april 1934 på biografen på Rita i Stockholm och ingick i ett kortfilmsprogram tillsammans med sex kortfilmer till; Putte hos John Blund, Våga, vinn hästen min, King Kongs överman, Hund och katt, Råttfångaren från Hameln och Noaks ark.
Den 25 augusti samma år visades filmen på Göta Lejon, också den ligger i Stockholm, denna gång som separat kortfilm.

## Rollista
- Marcellite Garner – Greta, barn
- Lucille La Verne – häxan
- Purv Pullen – katter
- Jayne Shadduck – barn
- Pinto Colvig – tomtar[6]